# El Castell (Olocau)
El Castell sóon les ruïnes i un edifici que apleguen la Torre de Pardines i la Casa Pairal dels Comtes d'Olocau (també coneguda com a Casa de la Senyoria o Casa del Comte d'Olocau), al carrer de Sant Josep d'Olocau de la comarca valenciana del Camp de Túria. És un Bé d'Interés Cultural. Està construït amb la mateixa pedra que la de la muntanya, i amb prou faenes s'observen les restes si un no s'acosta al cim de la muntanya.

## Història
Igual que el castell d'Ali Maimo, també al terme d'Olocau, aquesta propietat pertanyia a principis del segle xiv a Joan Escorna. El senyoriu es va transmetre després a la família Vilaragut, passant així, com a dot pel seu matrimoni de Violant de Vilaragut al noble Lluís Boïl.
L'any 1649 el comtat passa als Fenollet, per matrimoni de Margarida de Vilaragut i Sanz, filla del Comte d'Olocau, amb Diego de Fenollet y Albinyana, els quals hi reedifiquen l'actual casa sobre la primitiva. El 1787 el palau es va deteriorar a causa dels terratrèmols de principi de segle i la torre va quedar mig enfonsada. El 1796, es va ordenar la construcció d'un nou edifici separat de la torre, segons queda registrat en una làpida situada a la portalada.
L'edifici va ser reformat el 1805 pel mestre d'obres de Llíria, Miquel Vergara, que després d'anys de labor va aixecar el grup d'edificis que actualment se'n conserven. Qua. es va perdre la línia directa de consanguinitat el 1871, la propietat és rebuda per na Maria del Carme Crespí de Valldaura i Car, filla del Comte d'Orgaz i Sumacàrcer, veïna de Palma. Junt amb el seu marit, José de Zaforteza y Togores, Dameto i Denti, va fixar la residència a la capital illenca, tot deixant de visitar Olocau. La casa fou ocupada per Roque Romero Puig, últim apoderat de les terres que els quedava als comtes, juntament amb la seva família i després els seus descendents.
El 1902 la casa i les terres del domini directe del Comtat van passar a Marià Zaforteza i Crespí de Valldaura i la seva esposa, Àngela Lund. El 1918 els nebots d'aquests, Mateu, Josep i Dídac Zaforteza i Mussoles, residents a Palma, en van esdevenir propietaris fins que, el 1959, la van vendre als fills i descendents de l'últim apoderat, Lluís Romero i Bernad.
L'any 1999 aquest edifici va ser adquirit per la batllia d'Olocau i des de llavors, i amb ajuda de la Diputació de València, es va rehabilitar en diferents fases.

## Arquitectura
El conjunt consta d'un edifici central, la casa pairal; la resta són el celler, el cup, l'almàssera i una torre àrab amb posteriors restauracions medievals.
La torre rep el nom de Pardines per l'antiga alqueria àrab de la qual formava part, i va ser la primera construcció que es va aixecar en l'emplaçament i que encara resta dempeus. De  la forma i la disposició dels seus elements es pot deduir que tenia caràcter defensiu i de vigilància.

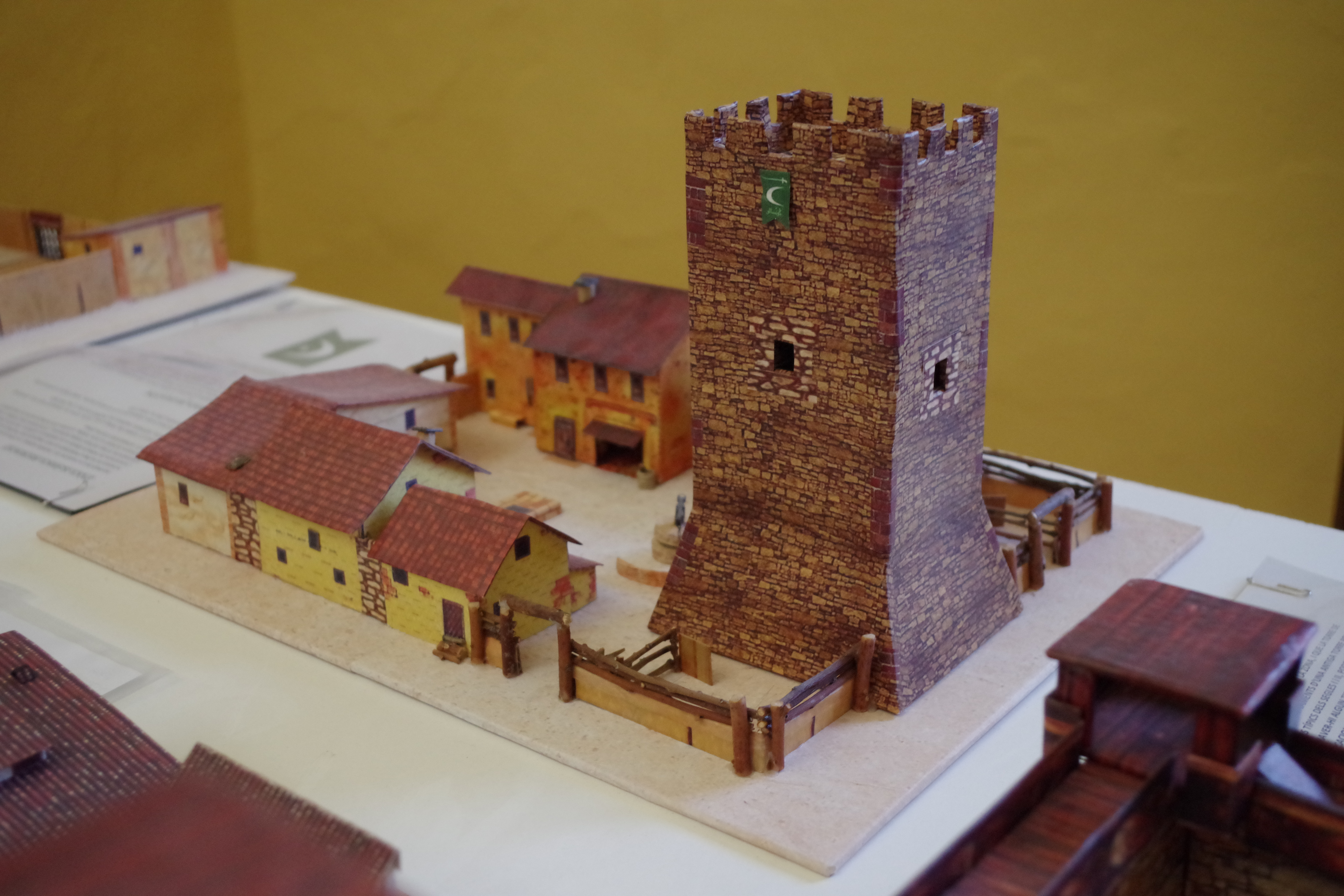
Representació de l'estat de la Torre a l'època islàmica

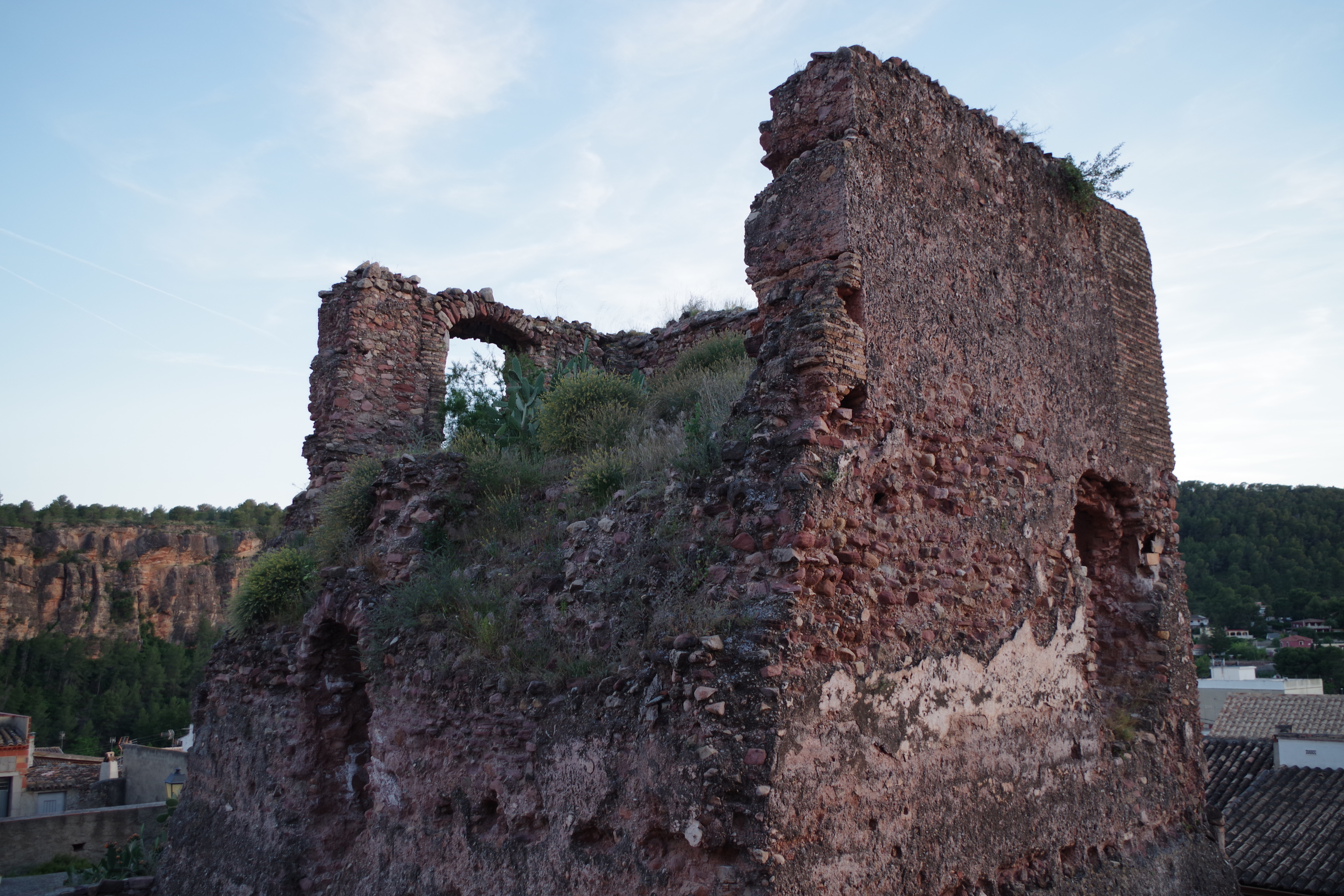
Estat actual de la Torre Pardines

Respecte a la data de construcció, autors com ara Pavón Maldonado la daten del segle xiii, tot pertanyent a una fortalesa, sobre la base de l'observació de les restes que la circumden. Segons aquest autor, sobre la base de documentació de l'època del rei Jaume I aquesta torre, l'any 1250, hauria format part d'una vila, entre d'altres, a partir de les tècniques de construcció, la tàpia.
La torre és de planta prismàtica rectangular, construïda majoritàriament seguint la tècnica romana de l'opus incertum. La part superior, en canvi, presenta característiques que fan pensar en una data de construcció ulterior. L'interior consisteix en una dependència rectangular al centre de la torre, envoltada per murs d'uns dos metres i mig d'ample, el que l'aïlla de la resta de la torre, malgrat presentar un orifici d'entrada a altra dependència més menuda. Les dues dependències tenen volta de mig punt.
Atès l'estat de conservació, és difícil asseverar amb seguretat total respecte a les altures  i la distribució d'aquestes. Cal tenir en compte que l'aspecte actual no té a veure amb el qual havia de presentar en els segles xiii o xiv i fins i tot del que va tenir després de la reedificació del xviii. S'hi poden distingir restes del que va ser l'almàssera per a la producció d'oli, un espai per a trepitjar el raïm, cellers, i fins i tot el lloc per a criar cucs de seda pel sistema de safates.